# Christel Cabanier
Christel Cabanier (26 juni 1970) is een Belgische zakenvrouw en televisiefiguur. Cabanier werd in 1995 (op haar 25ste) de eerste vrouwelijke manager van een Belgisch hotel (in Antwerpen).
Van 2008 tot 2012 was ze general manager van het hotel "Bloom" in Brussel.
Tegenwoordig is ze aan de slag als adjunct CEO bij Plopsa.
Bij de eerste drie reeksen van het VTM-programma Mijn Restaurant was Cabanier ook een van de juryleden, samen met Peter Goossens en Dirk De Prins.